# Courtney Ford

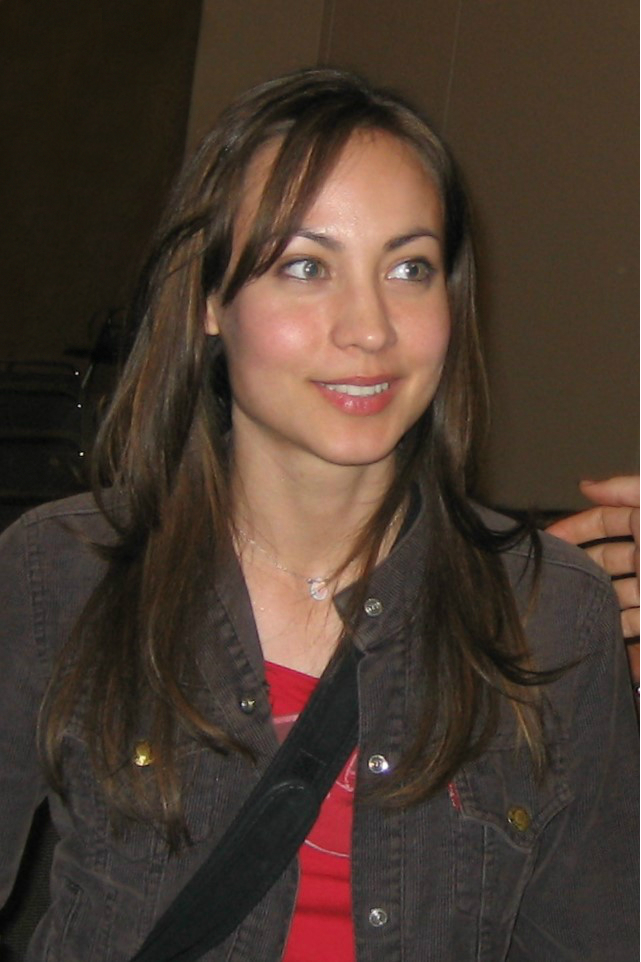
Courtney Ford (2006)

Courtney Braden Ford (* 27. Juni 1978 in Los Angeles, Kalifornien) ist eine US-amerikanische Schauspielerin und Filmproduzentin.

## Leben
Courtney Ford ist die Stiefschwester von Roberto Orci und J. R. Orci (beides Fernsehproduzenten und Drehbuchautoren).
Fords bekannteste Rolle ist die der Reporterin Christine Hill in der Fernsehserie Dexter. Sie spielte auch die Nebenrolle der Portia Bellefleur in der Serie True Blood und die Nebenrolle der Lily in der Serie Parenthood. Weiter ist sie in Gastrollen in verschiedenen Serien zu sehen, wie Ugly Betty, How I Met Your Mother, Grey’s Anatomy, The Big Bang Theory, Hawaii Five-0 und Legends of Tomorrow
Ford ist seit dem 24. November 2007 mit dem Schauspielkollegen Brandon Routh verheiratet, mit dem sie einen Sohn (* 2012) hat.

## Filmografie (Auswahl)
- 1998: Die Sportskanonen (BASEketball)
- 2000: Profiler (Fernsehserie, eine Episode)
- 2001: Moesha (Fernsehserie, eine Episode)
- 2003: Threat Matrix – Alarmstufe Rot (Threat Matrix, Fernsehserie, eine Episode)
- 2006: Just for Kicks (Fernsehserie, eine Episode)
- 2006: Alles Betty! (Ugly Betty, Fernsehserie, eine Episode)
- 2008: Monk (Fernsehserie; Staffel 7, Episode 8)
- 2008: How I Met Your Mother (Fernsehserie, S04xE09 Der nackte Mann)
- 2008: Alien Raiders
- 2008: Criminal Minds (Fernsehserie, S04xE09 Liebling der Frauen)
- 2009: Cold Case – Kein Opfer ist je vergessen (Cold Case, Fernsehserie, eine Episode)
- 2009: Dexter (Fernsehserie, 11 Episoden)
- 2010: Human Target (Fernsehserie, eine Episode)
- 2010: Grey’s Anatomy (Fernsehserie, eine Episode)
- 2010: Navy CIS (NCIS, Fernsehserie, eine Episode)
- 2010: Vampire Diaries (The Vampire Diaries, Fernsehserie, eine Episode)
- 2011: NTSF:SD:SUV:: (Fernsehserie, eine Episode)
- 2011: Drop Dead Diva (Fernsehserie, eine Episode)
- 2011: CSI: NY (Fernsehserie, eine Episode)
- 2011: The Big Bang Theory (Fernsehserie, S05xE07 Ein guter Kerl)
- 2011: Hawaii Five-0 (Fernsehserie, eine Episode)
- 2011–2013: True Blood (Fernsehserie, 8 Episoden)
- 2012: Parenthood (Fernsehserie, 6 Episoden)
- 2014: Murder in the First (Fernsehserie, 4 Episoden)
- 2014–2015: Revenge (Fernsehserie, 4 Episoden)
- 2015: Ein Mann für Valentine (Meet My Valentine)
- 2015: Kept Woman – die Gefangene (Kept Woman)
- 2016: Castle (Fernsehserie, eine Episode)
- 2016: Code Black (Fernsehserie, eine Episode)
- 2016–2017: Supernatural (Fernsehserie, 6 Episoden)
- 2017: Doubt (Fernsehserie, eine Episode)
- 2017–2021: Legends of Tomorrow (Fernsehserie, 31 Episoden)
- 2018: Der Spitzenkandidat (The Front Runner)
- 2020: Princess Bride (Fernsehserie, eine Episode)
- 2021: The Flash (Fernsehserie, eine Episode)
- 2022–2023: The Rookie: Feds (Fernsehserie, 5 Episoden)